# MAGIX
MAGIX é uma empresa alemã criadora do software multimédia. A companhia foi fundada em 1993 por Jürgen Jaron, Dieter Rein e Erhard Rein e tem sede em Berlin, na Alemanha, além de diversos escritórios naquele país e subsidiários e filiais no França, Países Baixos, Reino Unido, Itália, Taiwan, Espanha, Canadá e nos Estados Unidos. As suas ações são comercializadas nas bolsas da Alemanha sob a sigla MGX.
Em 2006 MAGIX havia adquirido a freedb. freedb é uma base de dados para aplicativos, permitindo que dado software busque informações sobre discos de áudio através da Internet.
Em 2007 MAGIX havia adquirido a companhia britânica de software Xara Group Ltd. 
Em 2016 MAGIX adquiriu a Sony Creative Software Produckte.